# 17445 Avatcha
17445 Avatcha è un asteroide della fascia principale del diametro medio di circa 20,36 km. Scoperto nel 1989, presenta un'orbita caratterizzata da un semiasse maggiore pari a 3,1672396 UA e da un'eccentricità di 0,2615512, inclinata di 15,16653° rispetto all'eclittica.